# Neurovidenskab
|  | Sammenskrivningsforslag Artiklerne Neurologi, Neurovidenskab er foreslået sammenskrevet. (Siden maj 2021) Diskutér forslaget |

Neurovidenskab involverer de faglige specialer inden for videnskaben, som studerer nervesystemet. Denne videnskabelige gren samarbejder med en række forskellige faglige discipliner som medicin (herunder neurologi, psykiatri, neurokirurgi og neurofysiologi), molekylærbiologi, neuropsykologi, matematik, kemi og fysik. Inden for feltet forskes bl.a i molekylære, cellulære, udvikling, adfærd og kognitive aspekter af nervesystemet.
Det videnskabelige studie af nervesystemet, udviklede sig særligt i anden halvdel af det 20. århundrede. Her blev det muligt at forstå, med flere detaljer, de komplekse processer i enkelte neuroner.

### Fodnoter
1. ↑  MedlinePlus: Neuroscience Hentet 9. august 2013
2. ↑  Bear s. 4

| Lægevidenskab | Spire Denne artikel om lægevidenskab er en spire som bør udbygges. Du er velkommen til at hjælpe Wikipedia ved at udvide den. |